# Grandeur d'âme
Grandeur d'âme è un cortometraggio muto del 1910 diretto da Henri Andréani.

## Trama
La duchessa Gilberte è sposata con il duca di Roher, ma ha sempre amato il conte Fernand. La loro passione esplode e così pensano di fuggire per vivere insieme, ma la duchessa è leale nei confronti del marito, dicendogli tutto.